# Veletiny
Veletiny (deutsch Welletein, früher Welletain) ist eine Gemeinde in Tschechien. Sie liegt sechs Kilometer westlich von Uherský Brod und gehört zum Okres Uherské Hradiště.

## Geographie
Veletiny befindet sich oberhalb der Einmündung des Baches Vlčnovský potok am linken Ufer der Olšava. Das Dorf liegt im Bergland Vizovická vrchovina zwischen den Hügeln der Hlucká pahorkatina und Prakšická pahorkatina. Im Norden erhebt sich der Lovisko (349 m), nordöstlich die Kamenná (303 m), im Südosten der Myšince (352 m), südwestlich der Kamenný (348 m) sowie im Nordwesten der Milonín (323 m). Nördlich des Dorfes verläuft die Europastraße 50/Staatsstraße I/50 von Brno nach Trenčín und dahinter die Bahnstrecke Brno–Vlárský průsmyk. Die nächste Bahnstation ist Hradčovice. Gegen Norden befindet sich der Naturpark Prakšická pahorkatina.
Nachbarorte sind Bílovice und Nedachlebice im Norden, Hradčovice und Drslavice im Nordosten, Obora und Havřice im Osten, Uherský Brod im Südosten, Vlčnov im Süden, Hluk im Südwesten, Míkovice und Podolí im Westen sowie Popovice, Javorovec und Mistřice im Nordwesten.

## Geschichte
Veletiny entstand an einem alten Handelsweg von Brünn über den Hrosenkauer Pass nach Ungarn. Die Gegend befand sich seit 1141 im Besitz des Bistums Olmütz und lag an der Grenze zwischen den Archidiakonaten Spytihněv und Břeclav. Die erste schriftliche Erwähnung des Ortes erfolgte im Jahre 1201, als Ottokar I. Přemysl dem Kloster Hradisko das Dorf Štěpánov überließ und diesem dabei auch den Besitz über weitere Dörfer, darunter Weletin, bestätigte. Während der in der Mitte des 13. Jahrhunderts einsetzenden großen Kolonisationsphase der Gegend durch Boresch II. von Riesenburg und das Kloster Velehrad blieb Veletiny immer ein eigenständiges Gut und war Sitz der Vladiken von Veletiny, die ein achtspeichiges Rad im Wappen führten. Die Vladiken von Veletiny erwarben seit der zweiten Hälfte des 14. Jahrhunderts noch weitere Güter, darunter Bílevsko, Vrbka, Rychlov, Heršice, Moravany und Lipová. Záviš „Veletka“ von Veletiny, der den Besitz vor 1362 zusammen mit seinen Brüdern Mikšík, Ješek, Pešek und Petr erbte, ließ am Křivosúdy eine Feste errichten. Er konnte Veletiny jedoch nicht halten und besaß zwischen 1365 und 1406 die Güter Rychlov, Vrbka und Lipová.
1381 belehnte Markgraf Jobst von Mähren Ješek Lukovský von Štranberk mit Veletiny. Ihm folgte Peter von Sternberg, der Veletiny einschließlich der Feste und einer Mühle 1389 Siegfried von Slatina überließ. Im Jahre 1415 gehörte Veletiny gemeinschaftlich Hereš von Veletiny und Mikuláš von Heršice, die im Oktober 1415 auf einer Protesturkunde gegen die Verbrennung von Jan Hus siegelten. 1420 erwarb Dobeš von Rohozov Veletiny. Dieser stellte sich während der Hussitenkriege zusammen mit den benachbarten Grundherren Bedřich von Strážnice, Tomáš von Vizovice und Hašek von Waldstein auf die Seite der Aufständischen. Sie mobilisierten die Landbevölkerung zum Kampf und sammelten ihre Truppen im Lager Nový Tábor bei Nedakonice zum Angriff auf das Kloster Velehrad. Dobeš von Rohozov überschrieb Veletiny am 29. Juni 1437 in der Landtafel an Arkleb von Vlčnov und dessen Sohn Burian. Diese machten ihre Vettern Zich von Lipina und Jindřich von Chlum zu weiteren Mitbesitzern. Im Jahre 1448 machte Sibyla von Veletiny Besitzansprüche auf die Feste, den Hof und das Dorf Veletiny geltend. Ihr Mann Jindřich Bařický von Morkovice erwarb Vlčnov 1460 mit allem Zubehör von Jiřík von Vlčnov und reichte Veletiny umgehend an Petr Bílý von Hostišov weiter, der Tobiáš von Hory Obřanské zum Mitbesitzer machte. Dabei wurde auch ein Teich sowie der Anbau von Safran erwähnt. Zwischen 1480 und 1484 war die Feste Sitz des Anführers der Legio nigra (Schwarze Rotte), Hans Haugwitz von Biskupitz. Er verkaufte Veletiny an Mikuláš Čečvický von Lužice, dem das Geschlecht von Morkovice die Rechte streitig machte. Am 6. Januar 1492 verkaufte er in der Landtafel Veletiny an Sibyla und Perchta von Morkovice. Diese veräußerten Veletiny zusammen mit Vlčnov, Kvačice, Chylice und Hradčovice an Přibík von Zahrádka.
Nachfolgende Besitzer waren ab 1499 Vilém Hřivin von Újezd und ab 1504 Burian von Vlčnov. Von diesem kaufte 1518 Jan von Kunovice die Güter und schloss sie an die Herrschaft Uherský Brod an. Die Feste wurde wahrscheinlich zu Beginn des 17. Jahrhunderts durch die Truppen Stephan Bocskais vernichtet. Im Jahre 1611 verkaufte Jetřich von Kunovice Uherský Brod mit allem Zubehör an Ulrich von Kaunitz. Zu den weiteren Besitzern gehörten von 1676 bis 1705 Dominik Andreas I. von Kaunitz, von 1746 bis 1794 Wenzel Anton Graf Kaunitz sowie von 1812 bis 1848 Alois Wenzel von Kaunitz. Nachdem die Dämme der drei Teiche im Tal des Vlčnovský potok durch Hochwasser zerstört worden waren, wurden die Teiche nicht wiederhergestellt. Im Jahre 1783 hatte Veletiny 417 Einwohner. Bis zur Mitte des 19. Jahrhunderts blieb Veletiny immer der Herrschaft Uherský Brod untertänig.
Nach der Aufhebung der Patrimonialherrschaften bildete Veletín/Welletain ab 1850 eine Gemeinde in der Bezirkshauptmannschaft Uherský Brod. Zu dieser Zeit lebten in den 83 Häusern des Dorfes 377 Menschen. Im Jahre 1880 bestand das Dorf aus 107 Häusern und hatte 403 Einwohner. 1888 wurde die Wlarabahn errichtet. Im Jahre 1900 hatte der Ort 477 Einwohner, zehn Jahre später waren es bereits 568. In den Jahren 1919 und 1955 führte der Vlčnovský potok starkes Hochwasser. Seit 1924 führt die Gemeinde den Namen Veletiny. Nach der Aufhebung des Okres Uherský Brod wurde die Gemeinde 1960 dem Okres Uherské Hradiště zugeordnet. In diesem Jahre erreichte Veletiny mit 691 Bewohnern seine höchste Bevölkerungszahl. Zwischen 1980 und 1990 war Veletiny nach Vlčnov eingemeindet. Seit 2002 führt die Gemeinde Veletiny ein Wappen und Banner. Gepfarrt ist das Dorf nach Hradčovice. Beim Hochwasser vom 2. Juni 2010 erreichte die Olšava einen Pegel von 5,37 m und führte eine Wassermenge von 149,5 m³/s.

## Gemeindegliederung
Für die Gemeinde Veletiny sind keine Ortsteile ausgewiesen.

## Sehenswürdigkeiten
- Kapelle der hl. Kyrill und Method am Dorfplatz, errichtet 1895
- Statue des hl. Antonius, geschaffen 1896
- sieben Wegekreuze
- Weinkeller und Weinbauden (vinné búdy) an der Stará hora, seit 1995 denkmalgeschützt
- Villa Morava, errichtet 1910 für Lubor Niederle
- Naturpark Prakšická pahorkatina
- ehemaliges Schloss Pepčín, südwestlich des Dorfes auf dem Myšince. Das zwischen 1903 und 1905 für Wenzel Robert von Kaunitz errichtete Bauwerk wurde nach dem Zweiten Weltkrieg verstaatlicht und verkam. 1981 wurde es abgebrochen. Das Gelände, auf dem das Schloss stand, ist heute ein beliebter Veranstaltungsort der umliegenden Gemeinden.

## Persönlichkeiten
Lubor Niederle lebte und arbeitete seit 1896 in den Sommermonaten in Veletiny. 1910 bezog Niederle mit seiner Familie sein neues Einfamilienhaus Villa Morava. Am 8. August 1931 wurde Niederle zum Ehrenbürger von Veletiny ernannt. 1948 brachte die Gemeinde an der Villa Morava eine Gedenktafel für Niederle an.